# Lisbon Falls
Lisbon Falls, najwyższy wodospad w prowincji Mpumalanga, w Południowej Afryce. Położony jest niedaleko punktu widokowego God's Window i innych wodospadów Mpumalangi – Berlin Falls, Lone Creek Falls i Mac–Mac Falls. Lisbon Falls znajduje się na rzece Lisbon Creek, niedaleko na północ od Graskop na drodze R532, tuż poza granicą rezerwatu Blyde River Canyon Nature Reserve. Wodospad ma wysokość 94 m, a jego nazwa pochodzi od stolicy Portugalii, Lizbony. Leży na znanej trasie widokowej Panorama Route.